# Albrechtshain
Albrechtshain ist ein Ortsteil der sächsischen Stadt Naunhof im Landkreis Leipzig.

## Geografie

### Lage
Albrechtshain liegt etwa 13 Kilometer ostsüdöstlich der sächsischen Großstadt Leipzig. Die Ortslage erstreckt sich über etwa 1,2 Kilometer an der hier nach Norden verlaufenden Parthe und der Einmündung der Faulen Parthe. Nördlich der Ortslage verläuft die Bundesautobahn 14, an diese angrenzend liegt ein Naherholungsgebiet rund um den Albrechtshainer See (auch: „Autobahnsee“). Durch den Ort führt die Kreisstraße 8360 Naunhof–Zweenfurth, über Kommunalsstraße besteht zudem Anschluss an Kleinsteinberg und Fuchshain.

### Nachbarorte
| Wolfshain  | Beucha                                      | Kleinsteinberg |
| Kleinpösna | Kompassrose, die auf Nachbargemeinden zeigt |                |
| Fuchshain  | Eicha                                       |                |

## Geschichte

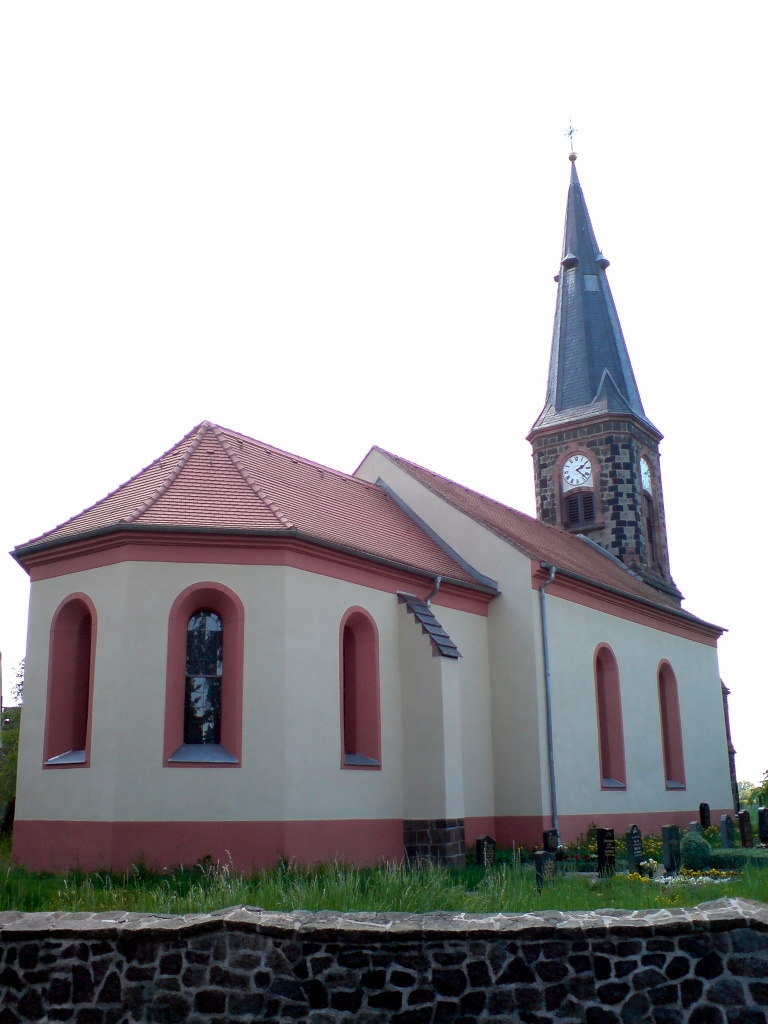
St. Petri-Kirche Albrechtshain

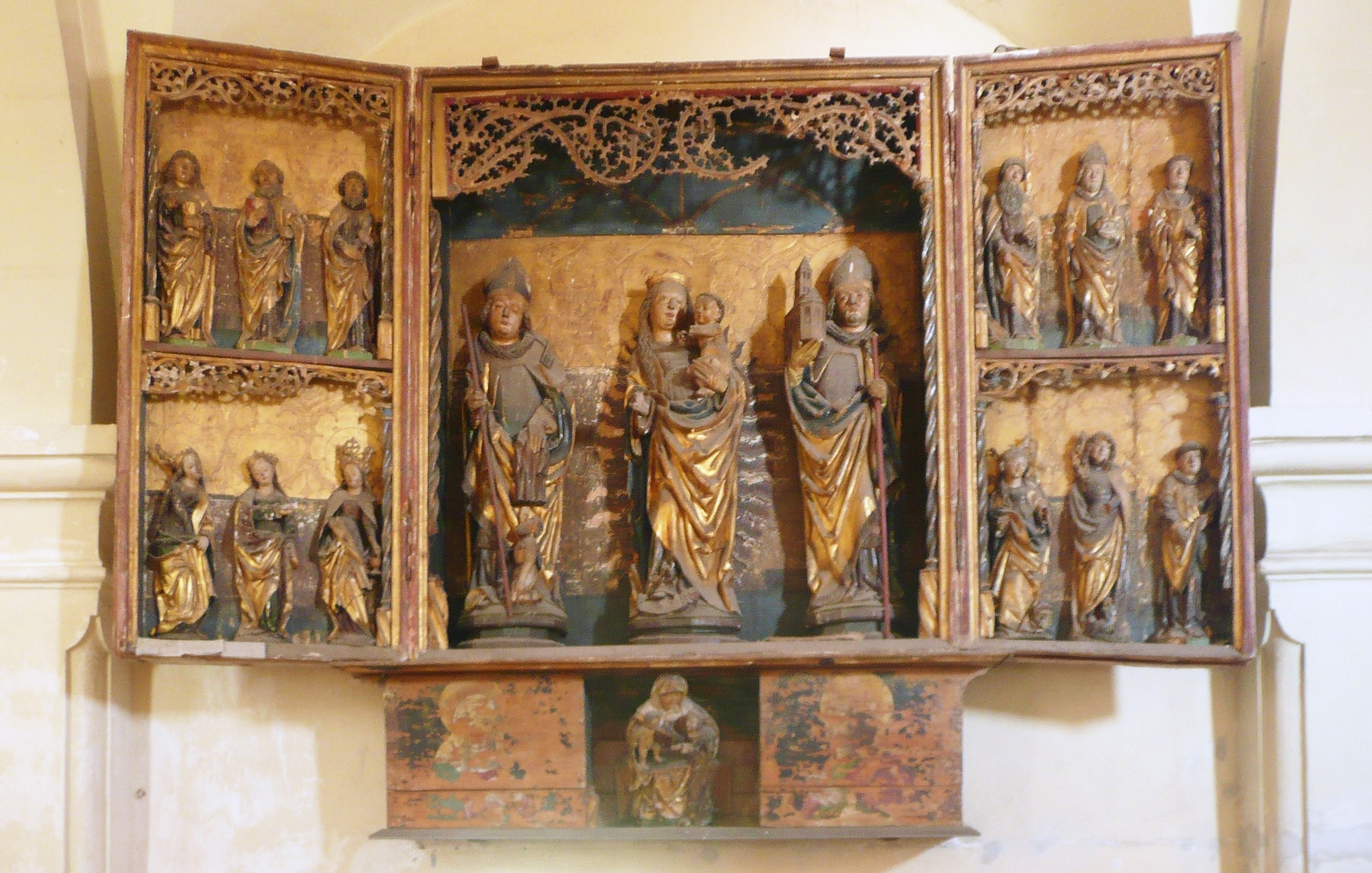
Altar des ehem. Antoniterklosters Eicha in der St. Petri-Kirche

Die erste urkundlich belegte Ortsnamenform datiert von 1335 als Albrechtisdorf, 1350 lautet die Endung des Namens erstmals -hain.

1382 erfolgte die Ersterwähnung der St.-Petri-Kirche Albrechtshain. Um 1500 wird ein Wasserschloss in Albrechtshain erwähnt. 1512 gelangten die Antoniter in den Besitz der Grundherrschaft des 1443 zum Leibgedinge einer Barbara von Wolframsdorf verschriebenen Albrechtshain, zu der auch Kleinsteinberg zählte. 1687 findet ein Wohn- und Mahlmühlengebäude mit 2 Wasserrädern an der Parthe Erwähnung. August Schumann nennt 1814 im Staats-, Post- und Zeitungslexikon von Sachsen Albrechtshain betreffend u. a.: 

„[…] zum Rittergute Pombsen gehörig. Es hat 130 Einwohner mit 5 ¾ Hufen, 13 Pferden, 129 Kühen, 300 Schaafen […].“

Albert Schiffner ergänzt 1827 u. a.: 

„Ausdrücklich gedacht wird dieses Dorfes in der Erbtheilung zwischen dem Lande und dem Markgrafen Balthasar Wilhelm u. s. w. vom Jahre 1382, wobei es dem letztgenannten Fürsten zufiel. Die dasige Kirche soll ehedem nur eine Kapelle gewesen sein, und von den Antonitern des jetzt eingepfarrten vormaligen Klosters Eicha besorgt worden sein, […].“

1819 wurde eine Schule errichtet. 1846/47 erfolgte ein grundlegender Umbau der Kirche in Gestalt eines schlichten Baus mit Dachreitertürmchen, dem Anbau eines Sakristei sowie einer Kanzel über dem Altar. In den Jahren 1878 wurde das Türmchen wegen Baufälligkeit abgerissen und durch ein Glockenhaus ersetzt. 1896 fand ein erneuter Umbau der Kirche unter der Leitung des Architekten Th. Quentin aus Pirna sowie des Baumeisters Öhmichen aus Naunhof statt. Es wurde u. a. ein Kirchturm an die Westseite des Gebäudes angebaut. Die Kosten hierfür beliefen sich auf 25.000 Mark. Bereits 1901 wurde der örtliche Gasthof an das öffentliche Fernsprechnetz angeschlossen. 1920 erhielt die Gemeinde Anschluss an die zentrale Trinkwasserversorgung vom Wasserwerk Beucha, 1926 erfolgte die Lieferung von Stadtgas von der Gasanstalt in Naunhof und in den Jahren 1926–28 wurde die öffentliche Elektroenergieversorgung aufgebaut.
1948 wurde das benachbarte Eicha eingemeindet. Am 1. Juli 1993 wurde Albrechtshain mit Eicha nach Naunhof eingemeindet. Albrechtshain und Eicha wurden Ortsteile der Stadt Naunhof.
Beginnend ab 1996 erfolgten umfangreiche Sanierungsarbeiten der St. Petri-Kirche. Dabei werden Dachstuhl und Turm saniert, Turmkugel und Wetterhahn erneuert. Später erfolgten Arbeiten an der Außenfassade.
Am 8. Juli 2023 begingen die Bürger das Jubiläum „675 Jahre Albrechtshain“ mit einer Feierstunde in der St.-Petri-Kirche Albrechtshain, die musikalisch umrahmt wurde von Organist Erwin Stache, Alphorn-Musiker Rainer Köhler und dem Gospelchor Brandis. Am Nachmittag gab es ein Bürgerfest auf dem Sportplatz.

## Entwicklung der Einwohnerzahl
| Jahr    | Einwohnerzahl                            |
| ------- | ---------------------------------------- |
| 1548/51 | 28 besessene Mann, 19 Inwohner, 12 Hufen |
| 1764    | 31 besessene Mann, 1 Häusler, 5 ¾ Hufen  |
| 1834    | 180                                      |
| 1871    | 207                                      |
| 1890    | 206                                      |

| Jahr | Einwohnerzahl |
| ---- | ------------- |
| 1910 | 270           |
| 1925 | 293           |
| 1939 | 273           |
| 1946 | 334           |
| 1950 | 561           |

| Jahr | Einwohnerzahl |
| ---- | ------------- |
| 1964 | 521           |
| 1990 | 409           |
| 1992 | 380           |
| 2011 | 445           |

## Persönlichkeiten
- Johannes Ferdinand Schmid (1850–1912), Politiker